# Toppers in concert 2008
Toppers in concert 2008 is een reeks concerten op 23, 24 en 27 juni 2008 van De Toppers en de gelijknamige cd en dvd.
Het was de vierde ArenA-editie. Er waren gastoptredens van Bonnie St. Claire, Anita Meyer, deelnemers uit Idols en The Trammps. Deze editie is de laatste in de samenstelling van Gerard, Rene en Gordon. De concerten van 2008 gelden als de absolute stempel als 'Glitter trio', die de heren kregen door de media. Tijdens deze concerten werd ook, officieus, bekendgemaakt dat de Toppers in 2009 deelnemen aan het Eurovisiesongfestival in Moskou.

## Songfestival
Op 19 september 2008 maakte de TROS bekend dat de Toppers Nederland gingen vertegenwoordigen op het Eurovisiesongfestival van 2009 in Moskou. In de aanloop naar het festival zou de reallifesoap De Toppers op weg naar Moskou door de TROS worden uitgezonden, maar SBS6, waar Gerard Joling onder contract staat, ging niet akkoord met Joling als figurant in een soap van de TROS. De reacties die Gordon hierop uitte in de media schoten bij Joling in het verkeerde keelgat en hij wilde niet meer meedoen aan het Eurovisiesongfestival. Enkele dagen na het incident, op 10 november, werd bekend dat Jeroen van der Boom Joling in de Toppers gaat opvolgen.

## Tracklist

### Cd
1. Chain Reaction
2. Hollandse Medley 'Och Was Ik Maar'
3. Love Medley
4. Benny Neymann Medley
5. Disco Dance Medley
6. Marco Borsato Medley
7. Bonnie St. Claire Medley
8. The Trammps Medley
9. Inhaken En Meedeinen Medley
10. One Way Ticket To Heaven Medley

### Dvd

#### Dvd 1
1. Ouverture
2. Chain reaction
3. Hollandse medley 'Och Was Ik Maar'
4. Gordon medley
5. It's raining men
6. Benny Neyman medley
7. Love medley
8. Marco Borsato medley
9. Bloed, zweet & tranen(EK-Versie)
10. Bonnie St. Claire medley
11. Engelen bestaan niet
12. Greatest love of all
13. Disco dance medley

#### Dvd 2
1. One way ticket to heaven medley
2. Op z'n Frans medley
3. Anita Meyer medley
4. A song for you
5. Neil Diamant medley
6. The impossible dream
7. The Trammps medley
8. René Froger medley
9. Tina Turner medley
10. Gerard Joling medley
11. Inhaken en meedeinen medley
12. Fame medley
13. TOEGIFT: Over de top!

## Concert

#### Deel 1
1. Ouverture 'Over De Top'
2. Chain Reaction
3. Hollandse Medley 'Och Was Ik Maar':
A. Och was ik maar
B. C'est la vie
C. Big city
D. Ik krijg een heel apart gevoel van binnen
E. Dans je de hele nacht met mij
F. Vogeltje wat zing je vroeg
4. Gordon Medley: Gordon Heuckeroth
A. Never nooit meer
B. Omdat ik zoveel van je hou
C. Kon ik maar even bij je zijn
D. Ik hou van jou
E. Ik bel je zomaar even op
5. It's Raining Men Gerard Joling & Gordon Heuckeroth
6. Benny Neyman Medley:
A. Ik weet niet hoe
B. Waarom fluister ik je naam nog
C. Vrijgezel
7. Love Medley:
A. Lady love me
B. Girls
C. Cherish
D. You'll never find
E. If I can't have you
8. Marco Borsato Medley:
A. Ik leef niet meer voor jou
B. Je hoeft niet naar huis vannacht
C. Binnen
D. Rood
E. Dromen zijn bedrog
9. Bloed, Zweet & Tranen (ek versie) René Froger
10. Bonnie St. Claire Medley: De Toppers, Bonnie st. Claire & Ron Brandsteder
A. Sla je arm om me heen
B. Morgen wordt alles anders
C. Pierrot
D. Bonnie kom je buiten spelen
E. Dokter Bernhard
11. Engelen Bestaan Niet Ron Brandsteder
12. Greatest Love Of All Gerard Jolting
13. Disco Dance Medley:
A. Turn the beat around
B. I'm on fire
C. Dance yourself dizzy
D. You make me feel
E. Never can say goodbye

#### Deel 2
1. One Way Ticket To Heaven Medley:
A. You're the first, my last, my everything
B. Gonna get alone without you now
C. Never gonna give up
D. One way ticket
E. Heaven
2. Op Z'n Frans medley:
A. Tu te reconnaitras
B. Ne partez pas sans moi
C. Apres toi
D. Un banc, un arbre, une rue
E. L'oiseau et l'enfant
F. J'aime la vie
3. Anita Meyer Medley: De Toppers & Anita Meyer
A. The alternative way
B. Music
C. Idaho
D. They don't play our love song anymore
E. Why tell me why
4. A Song For You Gordon Heuckeroth
5. Neil Diamond Medley:
A. Beautiful noise
B. Song sung blue
C. Love on the rocks
D. September morn'
E. Girl you'll be a woman soon
F. Sweet Caroline
6. The Impossible Dream Gerard Joling & René Froger
7. The Trammps Medley: De Toppers & The Trammps
A. Shout
B. Hold back the night
C. The night the lights went out
D. Disco inferno revival mix
8. René Froger Medley: René Froger
A.Doe maar gewoon
B. Woman, woman
C. Why are you so beautiful
D. Here in my heart
E. Caling out your name (Ruby)
F. Your place or mine
G. Crazy way about you
H. Are you ready for loving me
I. Nobody else
J. Alles kan een mens gelukkig maken
K. Just say hello
9. Tina Turner Medley: De Toppers, Nikki, Nathalie & Charlene
A. River deep moutain high
B. Proud Mary
C. Private dancer
D. It takes two
E. Simply the best
10. Gerard Joling Medley: Gerard Joling
A. Zing met me mee
B. Maar vanavond
C. Love is in your eyes
D. Liefde op 't eerste gezicht
E. Maak me gek
11. Inhaken En Meedeinen Medley:
A. Slavenkoor
B. De nacht is nog zo lang
C. Onder de brug van Parijs
D. Rode rozen
E. 'T is moeilijk bescheiden te blijven
12. Fame Medley:
A. Flashdance what a feeling
B. Fame
C. Starmaker
13. TOEGIFT Over De Top! 2008

## Hitnotering

### Album Top 100
| "Toppers in concert 2008" in de Nederlandse Album Top 100 - binnen: 05-09-2008 | "Toppers in concert 2008" in de Nederlandse Album Top 100 - binnen: 05-09-2008 | "Toppers in concert 2008" in de Nederlandse Album Top 100 - binnen: 05-09-2008 | "Toppers in concert 2008" in de Nederlandse Album Top 100 - binnen: 05-09-2008 | "Toppers in concert 2008" in de Nederlandse Album Top 100 - binnen: 05-09-2008 | "Toppers in concert 2008" in de Nederlandse Album Top 100 - binnen: 05-09-2008 | "Toppers in concert 2008" in de Nederlandse Album Top 100 - binnen: 05-09-2008 | "Toppers in concert 2008" in de Nederlandse Album Top 100 - binnen: 05-09-2008 | "Toppers in concert 2008" in de Nederlandse Album Top 100 - binnen: 05-09-2008 | "Toppers in concert 2008" in de Nederlandse Album Top 100 - binnen: 05-09-2008 | "Toppers in concert 2008" in de Nederlandse Album Top 100 - binnen: 05-09-2008 | "Toppers in concert 2008" in de Nederlandse Album Top 100 - binnen: 05-09-2008 | "Toppers in concert 2008" in de Nederlandse Album Top 100 - binnen: 05-09-2008 | "Toppers in concert 2008" in de Nederlandse Album Top 100 - binnen: 05-09-2008 | "Toppers in concert 2008" in de Nederlandse Album Top 100 - binnen: 05-09-2008 | "Toppers in concert 2008" in de Nederlandse Album Top 100 - binnen: 05-09-2008 | "Toppers in concert 2008" in de Nederlandse Album Top 100 - binnen: 05-09-2008 | "Toppers in concert 2008" in de Nederlandse Album Top 100 - binnen: 05-09-2008 | "Toppers in concert 2008" in de Nederlandse Album Top 100 - binnen: 05-09-2008 |
| Week                                                                           | 01                                                                             | 02                                                                             | 03                                                                             | 04                                                                             | 05                                                                             | 06                                                                             | 07                                                                             | 08                                                                             | 09                                                                             | 10                                                                             | 11                                                                             | 12                                                                             | 13                                                                             | 14                                                                             | 15                                                                             | 16                                                                             | 17                                                                             |                                                                                |
| ------------------------------------------------------------------------------ | ------------------------------------------------------------------------------ | ------------------------------------------------------------------------------ | ------------------------------------------------------------------------------ | ------------------------------------------------------------------------------ | ------------------------------------------------------------------------------ | ------------------------------------------------------------------------------ | ------------------------------------------------------------------------------ | ------------------------------------------------------------------------------ | ------------------------------------------------------------------------------ | ------------------------------------------------------------------------------ | ------------------------------------------------------------------------------ | ------------------------------------------------------------------------------ | ------------------------------------------------------------------------------ | ------------------------------------------------------------------------------ | ------------------------------------------------------------------------------ | ------------------------------------------------------------------------------ | ------------------------------------------------------------------------------ | ------------------------------------------------------------------------------ |
| Nummer                                                                         | 2                                                                              | 3                                                                              | 6                                                                              | 8                                                                              | 17                                                                             | 19                                                                             | 23                                                                             | 16                                                                             | 32                                                                             | 39                                                                             | 49                                                                             | 60                                                                             | 81                                                                             | 79                                                                             | 95                                                                             | 100                                                                            | 100                                                                            | uit                                                                            |

### Music Dvd Top 30
| Nummer | 1  | 1  | 1  | 1  | 1   | 2  | 2  | 2  | 4  | 4  | 4  | 6  |
| Week   | 13 | 14 | 15 | 16 | 17  | 18 | 19 | 20 | 21 | 22 | 23 | 24 |
| Nummer | 6  | 5  | 4  | 3  | 7   | 4  | 5  | 1  | 10 | 10 | 12 | 7  |
| Week   | 25 | 26 | 27 | 28 | 29  | 30 | 31 | 32 | 33 | 34 | 35 | 36 |
| Nummer | 11 | 12 | 13 | 15 | 17  | 16 | 13 | 17 | 9  | 7  | 10 | 13 |
| Week   | 37 | 38 | 39 | 40 | 41  | 42 | 43 | 44 | 45 | 46 | 47 | 48 |
| Nummer | 14 | 12 | 8  | 11 | 13  | 15 | 11 | 11 | 8  | 7  | 5  | 7  |
| Week   | 49 | 50 | 51 | 52 |     |    |    |    |    |    |    |    |
| Nummer | 10 | 12 | 10 | 10 | uit |    |    |    |    |    |    |    |